# Catocala unicuba
Catocala unicuba är en fjärilsart som beskrevs av Walker 1857. Catocala unicuba ingår i släktet Catocala och familjen nattflyn. Inga underarter finns listade i Catalogue of Life.